# Aryg-Uziu
Aryg-Uziu (ros. Арыг-Узю) – wieś w Rosji, w Tuwie, w kożuunie uług-chiemskim. W 2010 liczyła 1421 mieszkańców.